# Panguilemo Airport
Panguilemo Airport är en flygplats i Chile.   Den ligger i provinsen Provincia de Talca och regionen Región del Maule, i den södra delen av landet, 230 km söder om huvudstaden Santiago de Chile. Panguilemo Airport ligger 123 meter över havet.
Terrängen runt Panguilemo Airport är platt åt sydost, men åt nordväst är den kuperad. Runt Panguilemo Airport är det ganska tätbefolkat, med 111 invånare per kvadratkilometer.. Närmaste större samhälle är Talca, 7,3 km sydväst om Panguilemo Airport. 
Trakten runt Panguilemo Airport består till största delen av jordbruksmark.